# Высшая контрольная палата Туркменистана
Высшая контрольная палата Туркмении (туркм. Türkmenistanyň Ýokary Gözegçilik Edarasy) — высший государственный контрольный орган Туркмении по финансово-экономическим вопросам.

## История
Создана постановлением президента Туркмении от 13 июля 2007 года в целях усиления контроля за исполнением нормативных правовых актов Туркмении по вопросам финансово-экономической деятельности, обеспечения сохранности, законности и эффективности использования и распоряжения государственным имуществом и финансовыми средствами. Деятельность палаты регулируется положением о ней, утверждённым постановлением Президента Туркмении, закон о высшем государственном органе бюджетного контроля в Туркмении не принят. Состав Высшей контрольной палаты Туркмении формируется президентом государства.
Согласно Положению о Высшей контрольной палате Туркмении годовой отчёт Высшей контрольной палаты Туркмении должен публиковаться в средствах массовой информации. Со времени создания Высшей контрольной палаты Туркмении и по состоянию на 16 апреля 2018 года такие отчёты не публиковались ни разу.

## Председатели
| No | Имя                           | Назначен   | Уволен     | Причина увольнения |
| 1  | Мухаммедов, Ходжамухаммед     | 13.07.2007 | 12.11.2007 | переход на другую работу |
| 2  | Джапаров, Тувакмамед          | 12.11.2007 | 15.01.2009 | переход на другую работу |
| 3  | Курбанназаров, Оразмурад      | 15.01.2009 | 09.04.2010 | переход на другую работу |
| 4  | Сапарлиев, Гочкули            | 09.04.2010 | 01.10.2010 | за серьезные недостатки в работе                                                                                                   |
| -  | Мушшиков, Кадыргельды         | 01.10.2010 | 08.10.2010 | ВрИО |
| 5  | Шамухаммедов, Мухаммедмурад   | 08.10.2010 | 08.04.2011 | за серьезные недостатки в работе                                                                                                   |
| 6  | Атдаев, Батыр                 | 08.04.2011 | 06.02.2016 | переход на другую работу |
| 7  | Клычев, Чары                  | 06.02.2016 | 11.04.2018 | переход на другую работу |
| 8  | Мушшиков, Кадыргельды         | 11.04.2018 | 11.02.2021 | |
| 9  | Сердар Бердымухамедов         | 11.02.2021 | 09.07.2021 | назначен заместителем Председателя Кабинета Министров по вопросам экономических, банковских и международных финансовых организаций |
| 10 | Ташлиев Довлет Акмухаммедович | 09.07.2021 |            | |